# Радиохимия
Радиохи́мия (от лат. radius — «луч») — область химии, изучающая химию радиоактивных изотопов, элементов и веществ, законы их физико-химического поведения, химию ядерных превращений и сопутствующих им физико-химических процессов.
Термин «радиохимия» был впервые введен английским химиком Александром Камероном в 1910 г. Определяющим принципом радиохимии как науки является зависимость качественных изменений радиоактивных изотопов от изменения количественного состава ядра. Радиохимия является химией ультраразбавленного состояния, что определяет специфику работы радиохимика.

## Отличия от других химических дисциплин
Отличие классической химии от радиохимии в том, что фундаментальное положение первой — неизменяемость природы химического элемента в ходе исследования.
Часто термин «радиохимия» считают синонимом термина «ядерная химия», что неверно. Согласно базовому определению: ядерная химия — раздел химии, который изучает ядра и ядерные реакции, используя химические методы. Она изучает взаимосвязь между превращениями атомных ядер и строением электронных оболочек атомов и молекул. Тем временем радиохимия «выходит» на уровень вещества. Поэтому ядерная химия находится на стыке ядерной физики, радиохимии и химической физики, но не сводится к радиохимии.
Также радиохимия учитывает успехи радиационной химии, которая имеет дело с химическими процессами, возбуждаемыми действием ионизирующих излучений. Что касается радиохимии, то здесь учитываются радиационные эффекты, возникающие как при внешнем облучении, так и от собственного излучения. Ещё важнее, что в радиохимии многие радиационные эффекты связаны с «атомами отдачи», а не с радиацией.

## Разделы радиохимии
Радиохимия может подразделяться на следующие разделы:
- Фундаментальная радиохимия
- Химия процессов, индуцированных ядерными превращениями
- Химия радиоактивных элементов
- Промышленная химия (химия ядерного топливного цикла, производство радиоактивных изотопов и меченых соединений)
- Прикладная радиохимия (радионуклиды в химии, биологии, геологии, сельском хозяйстве, технике и т. п.)
- Экологическая радиохимия
- Медицинская радиохимия (использование радионуклидов и связанных с ними ионизирующих излучений в медицине для целей диагностики, терапии и хирургии)

## Задачи радиохимии
Как и несколькими годами ранее, в настоящий момент перед радиохимией стоят следующие задачи:
- химическое доказательство перехода одного элемента в другой в результате радиоактивного распада или ядерной реакции;
- получение и выделение с высокими химическими выходами, с высокой чистотой тех или иных делящихся материалов (радиоактивных нуклидов);
- разработка высокотехнологичных и быстрых методов получения и выделения радионуклидов;
- изучение продуктов ядерных превращений на изотопном, элементном и молекулярном уровнях и др.

## Научная специальность - Радиохимия
Радиохимия, как научная дисциплина, была создана усилиями члена-корреспондента А. Н. Несмеянова в 1959 г при созданной им кафедре радиохимии МГУ им. М.В. Ломоносова. В течение долгого времени индекс специальности в ВАК был 02.00.14, с 2022 года присвоен новый индекс 1.4.13. Получить образование  по данной специальности можно в МГУ им. М.В. Ломоносова, Санкт-Петербургском Государственном Университете. Защиты кандидатских и докторских диссертаций по данной специальности проводятся в МГУ им. М.В. Ломоносова и Институте физической химии и электрохимии им.А.Н. Фрумкина РАН.